# 21302 Shirakamisanchi
A 21302 Shirakamisanchi (ideiglenes jelöléssel 1996 XU) a Naprendszer kisbolygóövében található aszteroida. N. Sato fedezte fel 1996. december 1-én.